# Big Mouse
Big Mouse (en hangul, 빅마우스; RR:  Big Mauth; también conocida como Big Mouth) es una serie de televisión surcoreana dirigida por Oh Chung-hwan y protagonizada por Lee Jong-suk e Im Yoon-ah. Se emitió desde el 29 de julio hasta el 17 de septiembre de 2022 por el canal MBC los viernes y sábados a las 21:50 (hora local coreana), y está disponible asimismo en la plataforma Disney+ para algunos países. Para América Latina está disponible en la plataforma Star+.

## Sinopsis
La serie gira alrededor de un abogado de modesta condición que se hace cargo de investigar en un caso de asesinato para desentrañar la verdad oculta. En el proceso acaba siendo confundido con un genio estafador conocido como Big Mouse, y su vida corre peligro. Entonces debe volverse más astuto y malvado que los villanos para protegerse a sí mismo y a su familia, dentro de un mundo de conspiraciones y codicia por el poder y el dinero.

## Reparto

### Principal
- Lee Jong-suk como Park Chang-ho, un modesto abogado con una tasa de victorias del 10 %. En el mundillo de los abogados es conocido como Big Mouth debido a su modo de hablar grandilocuente pero de escasos resultados, hasta el punto de no poder pagar siquiera el alquiler de su oficina. Un día lo toman por Big Mouse, un genio estafador, y de repente su vida corre peligro.[2][6][7]
- Im Yoon-ah como Ko Mi-ho, la esposa de Park Chang-ho, es una enfermera que posee un lado fuerte y una belleza excepcional. Con su decisivo apoyo, aquel llegó a ser abogado. Después de escuchar la absurda historia de que su esposo es un estafador, se propone limpiar su nombre.[2][6]
- Kim Joo-hun como Choi Do-ha, el ambicioso alcalde de Gucheon.[8][9]

### Secundario

#### NR Forum
- Yang Kyung-won como Gong Ji-hoon, presidente del conglomerado de medios Gukdong Daily y presidente del NR Forum.[8]
- Kim Jeong-hyun como Jung Chae-bong, el director de la Academia Chilbong.
- Oh Ryung como Lee Du-geun, asesor legal de NR Forum.
- Yoon Seok-hyun como Cha Seung-tae, director gerente de OC Group.
- Kim Kyu-sun como Ashley Kim, la esposa de Ji-hoon, coreana-estadounidense, directora de la Galería Woojung.[10]
- Jang Hyuk-jin como Choi Jung-rak, fiscal, de la Fiscalía de Gucheon.

#### Hospital Gucheon
- Ok Ja-yeon como Hyun Joo-hee, la esposa de Do-ha y directora del hospital de Gucheon.[8][9]
- Kim Seon-hwa como Park Mi-young, la enfermera jefe del hospital de Gucheon.[11]
- Park Se-hyun como Jang Hee-joo, enfermera en el hospital de Gucheon.[12]
- Park Hoon como Seo Jae-yong, jefe del Departamento de Medicina Interna, Hematología y Oncología del Hospital de Gucheon.
- Lee Yoo-joon como Han Jae-ho, cirujano.[13]
- Hong Ji-hee como Jang Hye-jin, la esposa de Han Jae-ho; ella tiene la clave para esclarecer las circunstancias del asesinato de Seo Jae-yong.[14]

#### Cárcel de Gucheon
- Kwak Dong-yeon como Jerry: un estafador con tres condenas anteriores que respeta al genio estafador Big Mouse.[8][9]
- Jung Jae-sung como Park Yoon-gap, el director de la prisión de Gucheon.[15][16]
- Kim Dong-won como Gan Su-cheol, oficial de prisiones en la cárcel de Gucheon.[17]
- Yoo Tae-ju como Tak Kwang-yeon, un preso con un carisma espeluznante que choca con Park Chang-ho.[18]
- Yang Hyung-wook como Noh Park, un preso de la cárcel.[19]
- Song Gyeong-sheol como Yang Chun-sik, un gánster al que se enfrenta Park Chang-ho.[20]
- Shin Seung-hwan como Peter Hong, un gánster que tras declarar a la policía haber visto a Big Mouse sufre ua muerte misteriosa.[21]

#### Personas cercanas a Chang-ho
- Oh Eui-shik como Kim Soon-tae, un abogado que es el mejor amigo y asistente de Chang-ho.[22]
- Lee Ki-young como Go Gi-kwang, el padre de Mi-ho.[19]
- Park Se-hoon.

#### Apariciones especiales
- Yoo Su-bin como vecino de Chang-ho y Mi-ho.[23]
- Kim Do-wan como vecino de Chang-ho y Mi-ho.[23]

## Producción
Los autores de la serie son Jang Young-cheol y Jung Kyung-soon, responsables también de Vagabond, y el director Oh Choong-hwan lo fue también de While You Were Sleeping, Start-Up y Hotel del Luna. La compañía productora es AStory.
El 21 de abril de 2021 la agencia de Lee Jong-suk anunció que el actor había recibido una oferta para aparecer en la serie, en lo que representa su primer papel protagonista desde que terminó su servicio militar. El 18 de mayo la agencia de Yoona anunció a su vez que la actriz aceptaría el papel coprotagonista en la serie. El comienzo del rodaje estaba previsto para la segunda mitad de ese mismo año, según anunció la productora A-Story.
Aunque en un principio se había previsto su emisión por el canal tvN, el 26 de abril de 2022 se anunció que la serie se transmitiría por MBC TV en horario de viernes y sábado, a partir de julio de 2022.

## Banda sonora original
| Parte | Fecha de publicación | N.º | Título             | Letra   | Música                   | Artista | Duración |
| ----- | -------------------- | --- | ------------------ | ------- | ------------------------ | ------- | -------- |
| 1     | 6 de agosto de 2022  | 1   | «Brand New»        | Justhis | Woo Ji-hun, Park Se-joon | Justhis | 2:51     |
| 1     | 6 de agosto de 2022  | 2   | «Brand New»(inst.) |         | Woo Ji-hun, Park Se-joon |         | 2:51     |

## Audiencia
La serie comenzó con un 6,2 % de audiencia a nivel nacional, y superó el 10 % con el sexto episodio, quedando solo por detrás de Woo, una abogada extraordinaria. En el extranjero, emitida a través de Disney+, ocupó el primer lugar en cinco países desde el 15 de agosto.
| Temporada | Temporada | Episodio número | Episodio número | Episodio número | Episodio número | Episodio número | Episodio número | Episodio número | Episodio número | Episodio número | Episodio número | Episodio número | Episodio número | Episodio número | Episodio número | Episodio número | Episodio número | Promedio |
| Temporada | Temporada | 1               | 2               | 3               | 4               | 5               | 6               | 7               | 8               | 9               | 10              | 11              | 12              | 13              | 14              | 15              | 16              | Promedio |
| --------- | --------- | --------------- | --------------- | --------------- | --------------- | --------------- | --------------- | --------------- | --------------- | --------------- | --------------- | --------------- | --------------- | --------------- | --------------- | --------------- | --------------- | -------- |
|           | 1         | 1.124           | 1.129           | 1.431           | 1.685           | 1.732           | 1.951           | 1.977           | 1.888           | 2.008           | 1.771           | 2.054           | 2.228           | 1.534           | 1.960           | 2.145           | 2.527           | 1.822    |

| Episodio | Fecha de emisión         | Índices de audiencia (Nielsen Korea) | Índices de audiencia (Nielsen Korea) | TNmS         |
| Episodio | Fecha de emisión         | Nacional                             | Seúl                                 | Nacional     |
| --- | ------------------------ | ------------------------------------ | ------------------------------------ | ------------ |
| 1 | 29 de julio de 2022      | 6,2 % (7.ª)                          | 6,3 % (7.ª)                          | 5,6 % (10.ª) |
| 2 | 30 de julio de 2022      | 6,1 % (5.ª)                          | 6,3 % (4.ª)                          | 6,1 % (7.ª)  |
| 3 | 5 de agosto de 2022      | 7,6 % (4.ª)                          | 8,1 % (4.ª)                          | 8,1 % (5.ª)  |
| 4 | 6 de agosto de 2022      | 8,6 % (2.ª)                          | 8,7 % (2.ª)                          | N.D.         |
| 5 | 12 de agosto de 2022     | 9,8 % (4.ª)                          | 10 % (3.ª)                           | 9,6 % (4.ª)  |
| 6 | 13 de agosto de 2022     | 10,8 % (2.ª)                         | 10,8 % (2.ª)                         | 10 % (2.ª)   |
| 7 | 19 de agosto de 2022     | 11,2 % (3.ª)                         | 11,4 % (3.ª)                         | 10,1 % (4.ª) |
| 8 | 20 de agosto de 2022     | 10,4 % (2.ª)                         | 10,3 % (2.ª)                         | 9,6 % (2.ª)  |
| 9 | 26 de agosto de 2022     | 11,5 % (2.ª)                         | 11,7 % (2.ª)                         | 11 % (2.ª)   |
| 10 | 27 de agosto de 2022     | 10 % (2.ª)                           | 10,2 % (2.ª)                         | 9,4 % (2.ª)  |
| 11 | 2 de septiembre de 2022  | 11,4 % (4.ª)                         | 11,4 % (3.ª)                         | 11,2 %(4.ª)  |
| 12 | 3 de septiembre de 2022  | 2 % (2.ª)                            | 12 % (2.ª)                           | 11,4 % (2.ª) |
| 13 | 9 de septiembre de 2022  | 8,3 % (4.ª)                          | 8,3 % (4.ª)                          | N.D.         |
| 14 | 10 de septiembre de 2022 | 10,6 % (2.ª)                         | 10,3 % (2.ª)                         | 10,1 % (2.ª) |
| 15 | 16 de septiembre de 2022 | 12,3 % (3.ª)                         | 12,4 % (3.ª)                         | 10,5 % (3.ª) |
| 16 | 17 de septiembre de 2022 | 13,7 % (2.ª)                         | 13,9 % (2.ª)                         | 12,5 % (2.ª) |
| Promedio | Promedio                 | 10 %                                 | 10,1 %                               | 9,7 %        |
| - En la tabla superior, aparecen en azul los índices más bajos, y en rojo los más altos. - N.D. indica que no hay datos disponibles. |                          |                                      |                                      |              |

## Premios y nominaciones
| Año  | Premios          | Categoría                                        | Candidato                 | Resultado | Ref.          |
| ---- | ---------------- | ------------------------------------------------ | ------------------------- | --------- | ------------- |
| 2022 | 13.º Korea Drama | Mejor director                                   | Oh Chung-hwan             | Nominado  | [ 32 ] [ 33 ] |
| 2022 | 13.º Korea Drama | Mejor actor de reparto                           | Yang Kyung-won            | Nominado  | [ 32 ] [ 33 ] |
| 2022 | 13.º Korea Drama | Mejor actriz de reparto                          | Ok Ja-yeon                | Nominada  | [ 32 ] [ 33 ] |
| 2022 | MBC Drama        | Gran Premio (Daesang)                            | Lee Jong-suk              | Ganador   | [ 34 ]        |
| 2022 | MBC Drama        | Serie del Año                                    | Big Mouse                 | Ganadora  | [ 34 ]        |
| 2022 | MBC Drama        | Premio a la gran excelencia, actor en miniserie  | Lee Jong-suk              | Nominado  | [ 34 ]        |
| 2022 | MBC Drama        | Premio a la gran excelencia, actriz en miniserie | Im Yoon-ah                | Ganadora  | [ 35 ]        |
| 2022 | MBC Drama        | Mejor pareja                                     | Lee Jong-suk e Im Yoon-ah | Ganadores | [ 36 ]        |